# Villedieu-lès-Bailleul
Villedieu-lès-Bailleul è un comune francese di 244 abitanti situato nel dipartimento dell'Orne nella regione della Normandia.

## Società

### Evoluzione demografica
Abitanti censiti